# Aartsbisdom Warschau

Bisdommen in Polen
36. Aartsbisdom Warschau
37. Bisdom Płock
38. Bisdom Warschau-Praga

Het aartsbisdom Warschau (Latijn: Archidioecesis Varsaviensis; Pools: Archidiecezja Warszawska) is een in Polen gelegen rooms-katholiek aartsbisdom met zetel in de Johanneskathedraal in de stad Warschau. De aartsbisschop van Warschau is metropoliet van de kerkprovincie Warschau waartoe ook de volgende suffragane bisdommen behoren:
- bisdom Płock (Płock)
- bisdom Warschau-Praga (Praga)

## Geschiedenis
Het bisdom Warschau werd op 16 oktober 1798 gesticht door middel van de pauselijke bul Ad universam agri Dominici curam. Op 12 maart 1818 werd het door middel van de bul Militantis Ecclesiae regimini verheven tot aartsbisdom en op 30 juni 1828 tot metropolitaan aartsbisdom. (bul Ex impsita nobis) In 1946 werd een personele unie met het aartsbisdom Gniezno gecreëerd. Als gevolg van de herstructurering van de katholieke kerk in Polen werd de personele unie door paus Johannes Paulus II op 25 maart 1992 met de apostolische constitutie Totus Tuus Poloniae populus weer opgeheven. Het aartsbisdom Łódź behoorde net als het bisdom Łowicz tot 2004 tot de kerkprovincie Warschau. In dat jaar werd Łódź zelf een metropolitaan aartsbisdom.

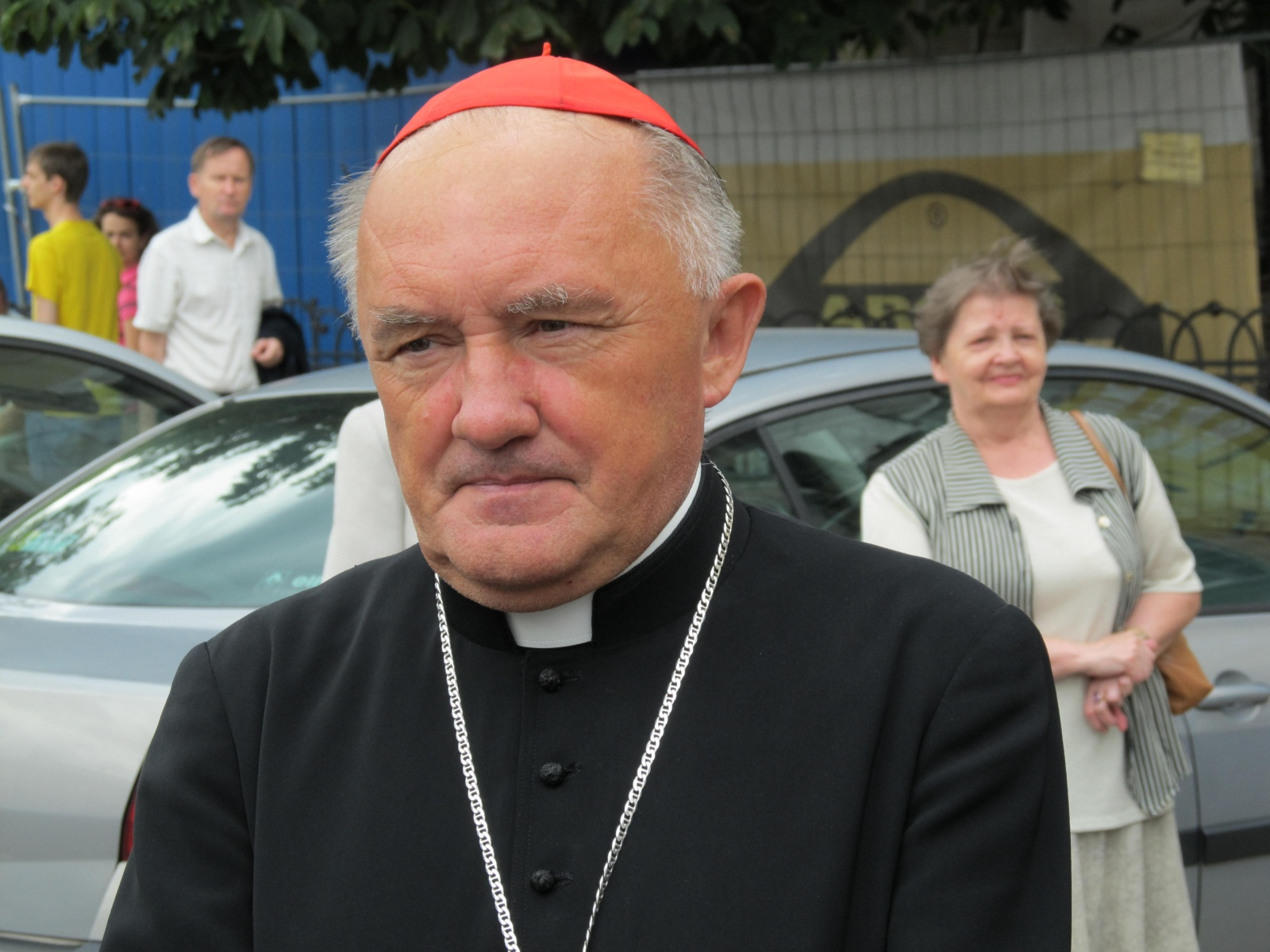
Aartsbisschop Kazimierz Kardinaal Nycz
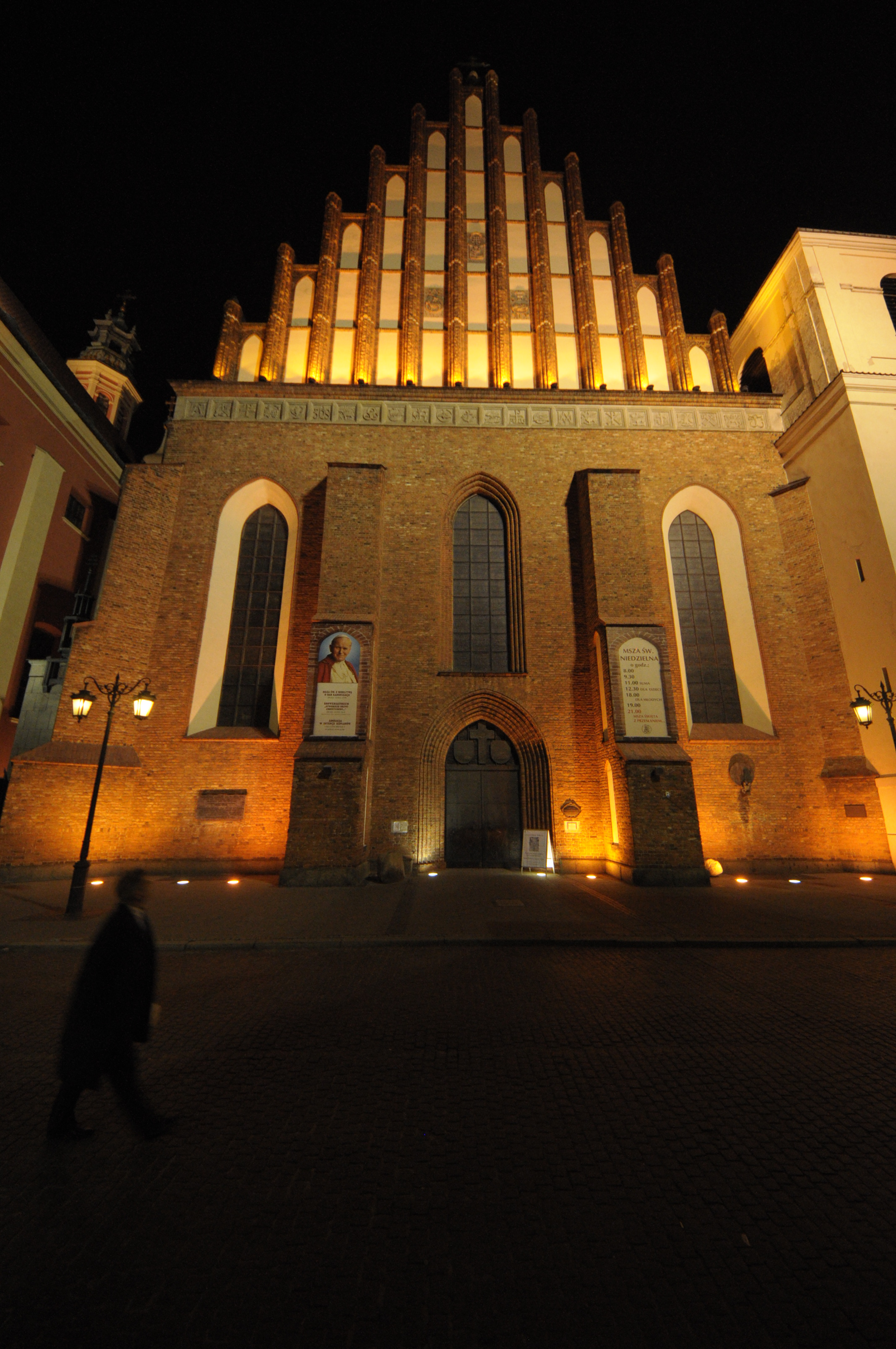
Johanneskathedraal in Warschau